# Auguste Vaillant

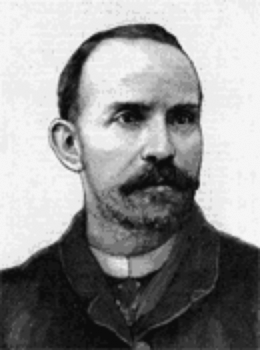
Auguste Vaillant

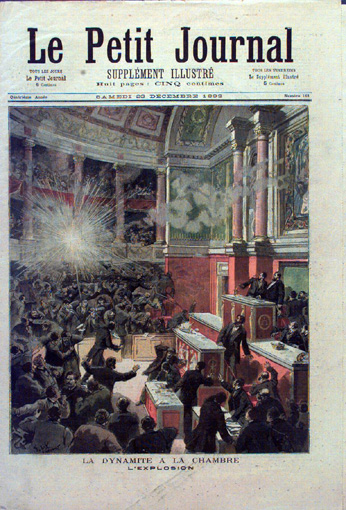
Aanslag door Vaillant op de Nationale Vergadering 1

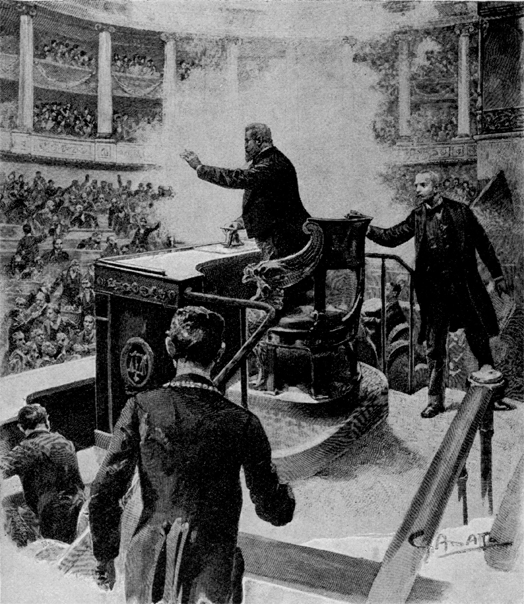
Aanslag door Vaillant op de Nationale Vergadering 2

Auguste Vaillant (Mézières, 1861 – Parijs, 5 februari 1894) was een Frans anarchist die een aanslag pleegde op de Nationale Vergadering (de ‘Assemblee’, de Franse tweede kamer).

## Het leven van Vaillant
Vaillant was het kind van een ongehuwde moeder en werd half-en-half opgevoed door arme boeren. Op zijn twaalfde bevond hij zich al moederziel alleen in Parijs en hield zich met bedelen in leven. Omdat bedelen niet mocht, belandde hij een aantal dagen in de gevangenis; later ook voor langere tijd vanwege het stelen van een paar laarzen. Het was een leven van twaalf ambachten en dertien ongelukken. Hij trouwde, kreeg een dochter, Sidonie, scheidde, maar hield de zorg over zijn dochtertje. Plotseling beschikte hij op zekere dag in 1890 over een som geld. Hij vertrouwde zijn kind aan vrienden toe en vertrok naar Argentinië, waar hij een plantage dacht te beginnen. Dit mislukte echter jammerlijk en in 1893 keerde hij berooid terug naar Frankrijk. Daar huwde hij opnieuw, pakte de zorg voor zijn dochtertje weer op en vond hij na lang zoeken laagbetaald werk bij een suikerraffinaderij. Loon: 3 franc per dag. Het stelde hem echter nauwelijks in staat zijn gezin te onderhouden.

## Aanslag op de Assemblée
Op 9 december 1893 ontplofte een bom in de Franse Nationale Vergadering. Gedeputeerden verdrongen zich naar de uitgangen, terwijl anderen gewond en badend in het bloed op de grond lagen. Er vielen geen doden, maar omdat de bom gevuld was met spijkers waren de letsels zeer bloedig. De meeste van de tientallen gewonden lieten zich ter plekke verbinden. Twintig minuten na de aanslag werd de vergadering weer geopend. 
Eén gewonde, die naar het Hotel Dieu was vervoerd, trok de aandacht, omdat zijn handen met poeder waren bedekt. Het was Auguste Vaillant. Bij ondervraging zei hij dat hij de bom had geworpen, zeggende dat hij de executie van Ravachol had willen wreken.

## Het proces
Opvallend snel na de aanslag werd het proces tegen Vaillant gevoerd. Hij verklaarde dat hij niet had willen doden, maar slechts een waarschuwing had willen laten horen: "Anders had ik wel kogels in de plaats van spijkers in mijn bom gestopt". De rechter toonde echter geen clementie en sprak de doodstraf uit, ondanks het feit dat er door de aanslag geen doden waren gevallen. Ook president Carnot ging niet in op een verzoek tot genade. Op 5 februari 1894 werd Vaillant op de Place de la Roquette onthoofd. Op weg naar de guillotine had hij nog geroepen: "Weg met de burgermaatschappij, leve de anarchie". Op zijn graf schreef zijn dochtertje Sidonie: "Ere aan mijn grote vader. Eens zal ik u wreken". Zij werd later de vrouw van de bekende Franse anarchist Sébastien Faure.
Een maand na de executie van Vaillant pleegde Emile Henry in Parijs een dodelijke aanslag op Café Terminus, om op zijn beurt Vaillant te wreken.